# Brachiaria atrisola
Brachiaria atrisola är en gräsart som först beskrevs av Robert D. Webster, och fick sitt nu gällande namn av Bryan Kenneth Simon. Brachiaria atrisola ingår i släktet Brachiaria och familjen gräs. Inga underarter finns listade i Catalogue of Life.